# Nephropinae
Nephropinae è una sottofamiglia di crostacei decapodi.

## Generi
- Eunephrops Smith, 1885
- Homarinus Kornfield, Williams & Steneck, 1995
- Homarus Weber, 1795 (astice)
- Metanephrops Jenkins, 1972
- Nephrops Leach, 1814 (scampo)
- Thymopides Burukovsky & Averin, 1977